# The Journal of Environment & Development
Il The Journal of Environment & Development è una rivista accademica trimestrale sottoposta a peer review che si occupa di ricerca nel campo degli studi ambientali e della politica internazionale. Il caporedattore della rivista è Raymond Clémençon (Bren School of Environmental Science & Management).
La rivista è stata fondata nel 1992 ed è attualmente pubblicata da SAGE Publishing.

## Abstract e indicizzazione
Il The Journal of Environment & Development è estrapolato e indicizzato in:
- Aquatic Sciences and Fisheries Abstracts
- CAB Abstracts Database
- Current Contents/Social & Behavioral Sciences
- EconLit
- EMBiology
- Expanded Academic Index
- GEOBASE
- International Bibliography of the Social Sciences
- International Bibliography of Periodical Literature
- LexisNexis
- Scopus
- Social Sciences Citation Index
- Sociological Abstracts

Secondo il Journal Citation Reports, nel 2014 la rivista ha avuto un fattore di impatto pari a 2,313, classificandola al 17º posto su 57 riviste nella categoria "Planning & Development" e al 42° su 108 riviste nella categoria "Environmental Studies".